# František Rauch
František Rauch   (Plzeň, 4 de febrer de 1910 - Praga, 23 de setembre de 1996) fou un pianista i professor de música txec.

## Vida i carrera
Nascut a Plzeň, fill d'un comerciant d'instruments de música, Rauch va assistir a una escola de negocis a Plzeň abans d'estudiar piano al Conservatori de Praga i composició amb Vítězslav Novák. Abans d'iniciar la seva carrera com a pianista, va treballar durant diversos mesos a la fàbrica de piano d'August Förster.
Rauch es va fer conegut com a músic de cambra, inclòs com a pianista del "Praszke Trio" amb Bruno Bělčík (violí), i František Smetana violoncel, i com a pianista de concerts. El seu repertori es va centrar en composicions de Beethoven, Smetana, Liszt, Schumann i el seu professor Novák. A Polònia va exercir com a intèrpret de les obres de Chopin.
Rauch va realitzar al voltant de 60 enregistraments. Com a president de la Societat Chopin Txeca, va ser el promotor del Festival Chopin de Mariánské Lázně. Va ensenyar al Conservatori de Praga Des de 1939 durant més de quaranta anys i va ser professor de músics com Petr Eben, Valentina Kameníková, Ivan Klánský i la clavicembalista Zuzana Růžičková.
Rauch va morir a Praga als 86 anys.